# 1845 en mathématiques
Cet article présente les faits marquants de l'année 1845 en science.

## Naissances

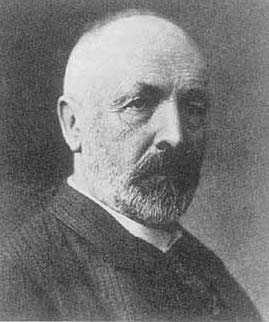
Georg Cantor

- 11 janvier : Albert Victor Bäcklund (mort en 1922), mathématicien et physicien suédois.
- 3 mars : Georg Cantor (mort en 1918), mathématicien allemand, créateur de la théorie des ensembles.
- 11 mars : Eleanor Mildred Sidgwick (morte en 1936), mathématicienne britannique.
- 4 mai : William Kingdon Clifford (mort en 1879), mathématicien et philosophe anglais.
- 12 mai : Henri Brocard (mort en 1922), mathématicien français.
- 9 juillet : George Darwin (mort en 1912), astronome et mathématicien anglais.
- 21 septembre : Elizaveta Litvinova (morte en 1919), mathématicienne russe.
- 14 novembre : Ulisse Dini (mort en 1918), mathématicien et homme politique italien.
- 28 novembre : Albert Ribaucour (mort en 1893), ingénieur civil et mathématicien français.
- 26 décembre : Guido Hauck (mort en 1905), mathématicien allemand.